# Lifepod
Lifepod är en amerikansk TV-film från 1993. Filmen utspelar sig på julafton år 2168. Den är baserad på Alfred Hitchcocks film Livbåt från 1944, men handlingen har flyttats från en livbåt ute till havs på Jorden till en flyktkapsel ute i rymden.

### Fotnoter
1. ↑  Fox Night at the Movies Lifepod (på engelska), Variety, 28 juni 1993, läs online.[källa från Wikidata]
2. ↑  ”Film: Lifepod” (på engelska). TV Tropes. 28 juni 1993. http://tvtropes.org/pmwiki/pmwiki.php/Film/Lifepod. Läst 7 september 2015.